# Prîhidkî, Pîreatîn
Prîhidkî (în ucraineană Прихідьки) este un sat în comuna Deimanivka din raionul Pîreatîn, regiunea Poltava, Ucraina.

## Demografie
Componența lingvistică a localității Prîhidkî
     Ucraineană (92,83%)
     Rusă (6,35%)
     Alte limbi (0,2%)
Conform recensământului din 2001, majoritatea populației localității Prîhidkî era vorbitoare de ucraineană (92,83%), existând în minoritate și vorbitori de rusă (6,35%).